# Fuego feérico
El Fuego Fatuo o también llamado Feérico es una capacidad ficticia por la cual los individuos de la raza drow, aquellos que podemos encontrar en novelas de carácter fantástico, pueden convocar llamas ilusorias surgidas de las yemas de los dedos de la mano  
Esta llamas ilusiorias, similares a lenguas de fuego, sirven para contornear objetos o cuerpos, evitando así que puedan, en el caso de tratarse de otros seres vivos, esconderse. Estas llamas ilusorias no queman al ser que se ve rodeado de ellas, pero aquellos que no estén familiarizados con esta clase de poder, se verán sobrecogidos por el pánico al interpretar que están envueltos en llamas.
También se puede encontrar en la serie manga Inuyasha, en el personaje Glomoc, el cual posee la misma habilidad.[cita requerida]